# Rio Ferdinand
Rio Gavin Ferdinand, född 7 november 1978 i Peckham i södra London, är en engelsk före detta fotbollsspelare som var kapten i det engelska landslaget. Han avslutade sin karriär i London-klubben Queens Park Rangers efter att lämnat Manchester United efter tolv år i klubben.

## Karriär
Ferdinand började sin fotbollskarriär i diverse ungdomslag. Han hamnade till sist i West Ham United där han tog sig igenom ungdomsnivåerna för att år 1996, som artonåring, göra sin professionella debut i Premier League. Han blev snabbt en favorit hos fansen. Han spelade sin första landskamp för England år 1997 mot Kamerun. Ferdinand blev då den yngste försvararen som någonsin spelat för England på landslagsnivå. Hans åstadkommanden och stora potential väckte intresset hos Leeds United och han flyttade till klubben för en rekordsumma på 18 miljoner pund. Han stannade två säsonger i klubben, varav den första bland annat resulterade i semifinal i Uefa Champions League, och blev lagkapten efter Lucas Radebe år 2001.
I juli 2002 köptes Ferdinand av Manchester United för omkring 30 miljoner pund, det vill säga nära 400 miljoner kronor. Han blev då den dyraste försvarsspelaren någonsin. Ferdinand var med och vann Premier League, hans första stora merit, under sin första framgångsfulla säsong med klubben. Fler framgångar uppnåddes säsongen 2007-2008 då klubben vann både ligan och UEFA Champions League.
I mars 2008 var Ferdinand för första gången lagkapten för det engelska landslaget. Under Fabio Capellos ledning var han först vice lagkapten, men efter att John Terry blev av med rollen som lagkapten utsågs Ferdinand i februari 2010 till lagkapten. Den 15 maj 2013 meddelade Ferdinand att han slutade i landslaget, eftersom han tyckte att det var bättre att låta nya, unga spelare få chansen istället, samtidigt som han själv ville kunna fokusera helt på klubblaget. 

Rio valde att lägga skorna på hyllan efter 2014-2015 års säsong.

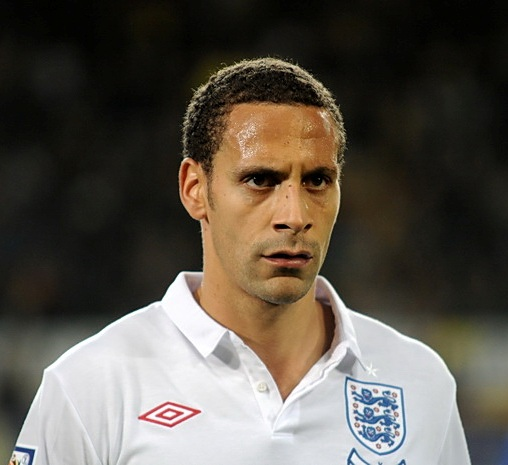
Rio Ferdinand i den engelska landslagströjan.

## Familj
Ferdinand har två söner, Lorenz och Tate, med sin tidigare fästmö Rebecca Ellison. Ferdinand kommer från en fotbollsfamilj: hans bror, Anton Ferdinand, spelade som mittback och avslutade karriären i skotska St. Mirren 2019 och hans kusin Les Ferdinand är en före detta engelsk landslagsspelare. Ferdinands fru Rebecca Ellison dog i bröstcancer i början av maj 2015. Många klubbar från BPL visade sitt stöd till Ferdinand och hans familj. Den 27 september 2019 gifte sig Ferdinand med Kate Wright. Paret fick en son tillsammans den 18 december 2020.

## Meriter
- Deltog i fotbolls-VM 1998, 2002 och 2006

Manchester United
- Premier League: 2003, 2007, 2008, 2009, 2011, 2013
- FA-cupen: 2004
- Engelska Ligacupen: 2006,2009, 2010
- Community Shield: 2003, 2007, 2008, 2011
- Uefa Champions League: 2008
- VM för klubblag: 2008

## Klubbar
- West Ham United 1992-2000
- Leeds United 2000/2001-2001/2002
- Manchester United 2002-2014
- Queens Park Rangers 2014-2015